# Écluse de Zandvliet
L'écluse de Zandvliet est une écluse du  port d'Anvers en Belgique. D'une longueur de 500 m, d'une largeur de 57 m et d'une profondeur de 13,58 m, elle était avant la construction de sa voisine l'écluse de Berendrecht, la plus grande au monde. Le fort taux de fréquentation a nécessité la construction de cette dernière.
La liaison entre l'Escaut occidental qui est en eau de mer soumis à marée et le canal B2 qui est la partie sud du Canal de l'Escaut au Rhin, en eau douce, peut également se faire par 2 autres écluses plus au sud, celle de Boudewijn et de Van Cauwelaert.

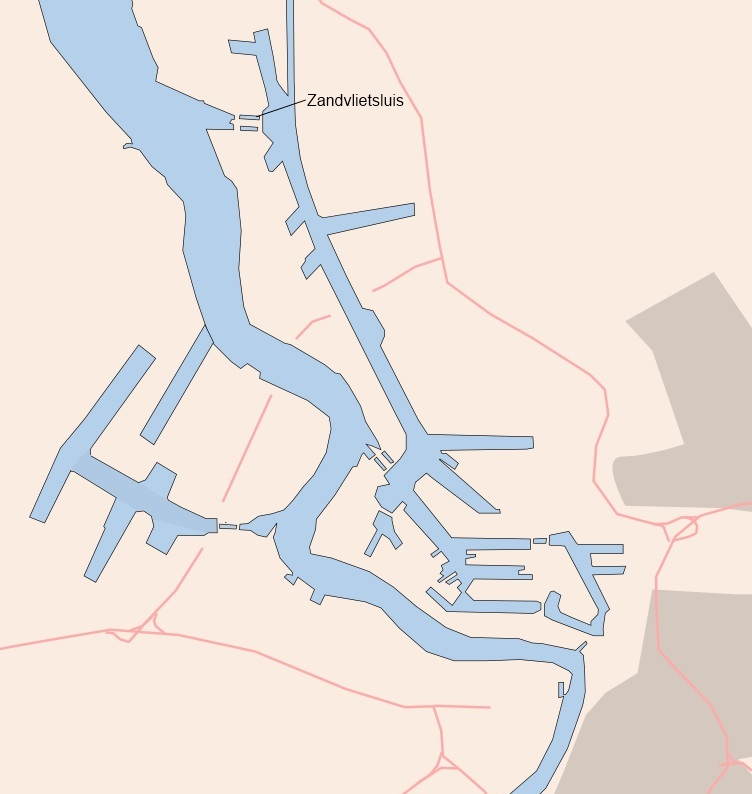
L'écluse de Zandvliet au nord, (au sud, l'écluse de Berendrecht)